# Казка про яблуню
Казка про яблуню — ляльковий мультфільм студії «Київнаукфільм» 1975 року, створений за мотивами казки Оскара Вайлда.

## Сюжет
Прекрасна яблунька росте біля дороги і радує втомлених подорожніх пахучими квітами навесні і наливними яблуками влітку і восени. Так тривало до того моменту, поки не прийшов велетень і не обгородив яблуньку величезними каменюками…

## Творча група
- Режисер: Єфрем Пружанський
- Сценарій: Єфрем Пружанський, А. Стаховська
- Художник-постановник: Микола Чурилов
- Композитор: Мирослав Скорик
- Оператор: Тамара Федяніна
- Звукооператор: Ігор Погон
- Аніматори: А. Трифонов, Жан Таран, Елеонора Лисицька
- Ляльки і декорації: Анатолій Радченко, Яків Горбаченко, Вадим Гахун, В. Яковенко
- Редактор: Володимир Гайдай
- Директор: М. Гладкова